# Habetia
Habetia is een geslacht van rechtvleugeligen uit de familie sabelsprinkhanen (Tettigoniidae). De wetenschappelijke naam van dit geslacht is voor het eerst geldig gepubliceerd in 1906 door Kirby.

## Soorten
Het geslacht Habetia omvat de volgende soorten:
- Habetia imitatrix Karny, 1912
- Habetia pictifrons Karny, 1911
- Habetia spada Brunner von Wattenwyl, 1898